# Réserve de chasse de Moremi
La réserve de chasse de Moremi est une zone protégée du Botswana située à l'est du delta de l'Okavango. Nommée en l'honneur du chef d'une tribu locale, c'est une « game reserve » et non un parc national car à ses débuts officiels des membres des tribus BaSarwa et Bochiman y habitaient.

## Histoire
Inquiet de l'épuisement rapide de la faune et de la flore sur leurs terres ancestrales — en raison de la chasse non contrôlée et de l'empiétement du bétail — le peuple Batawana de Ngamiland, sous l'impulsion de la veuve du chef Moremi et régente, Elizabeth Pulane Moremi, a pris l'initiative audacieuse de proclamer son territoire réserve naturelle en 1963. C'est alors le seul secteur protégé du delta de l'Okavango. Comme tel, il a une grande importance scientifique, environnementale et en termes de conservation des espèces. C'est aussi le premier espace protégé en Afrique établis par des résidents eux-mêmes qui continuent à y vivre pendant un temps. 
À la fin des années 1960 le gouvernement change d'avis : il brûle les villages et force les tribus à migrer en dehors du parc. Les tribus s'installent alors de l'autre côté du fleuve Khwai, où elles fondent le village de Khwai. Ses habitants se méfient toujours du gouvernement de peur que celui-ci leur impose un jour un autre déménagement.

## Faune
On peut voir dans la réserve :
- des carnivores ; lions, léopards, guépards…
- de nombreux herbivores ; girafes Masaï, éléphants, buffles, zèbres, des lechwe rouges, gnous, impalas, damalisques, phacochères, hippopotames…
- d'innombrables oiseaux ; l'outarde kori, le calao, le vautour et beaucoup d'autres animaux.

### Source
- (en) Cet article est partiellement ou en totalité issu de l’article de Wikipédia en anglais intitulé « Moremi Game Reserve » (voir la liste des auteurs).